# 赵维 (1929年6月)
赵维（1929年6月—），中华人民共和国外交官，曾任中华人民共和国驻巴布亚新几内亚独立国特命全权大使。